# پاتریسا اشلی
پاتریسا اشلی (انگلیسی: Patricia Ashley؛ زادهٔ ۲۸ آوریل ۱۹۹۱) هنرپیشه اهل ایالات متحده آمریکا است. وی از سال ۲۰۰۸ میلادی تاکنون مشغول فعالیت بوده‌است.